# Fokker F-32
Die Fokker F-32 war das erste viermotorige Verkehrsflugzeug, das in den Vereinigten Staaten gebaut wurde und zudem der letzte Flugzeugentwurf der in Teterboro ansässigen Fokker Aircraft Corporation of America, die im Juni 1930 in der General Aviation Manufacturing Corporation aufging. Insgesamt fertigte das Unternehmen nur sieben Exemplare dieses Flugzeugtyps, der für bis zu 32 Passagiere ausgelegt war.

## Geschichte

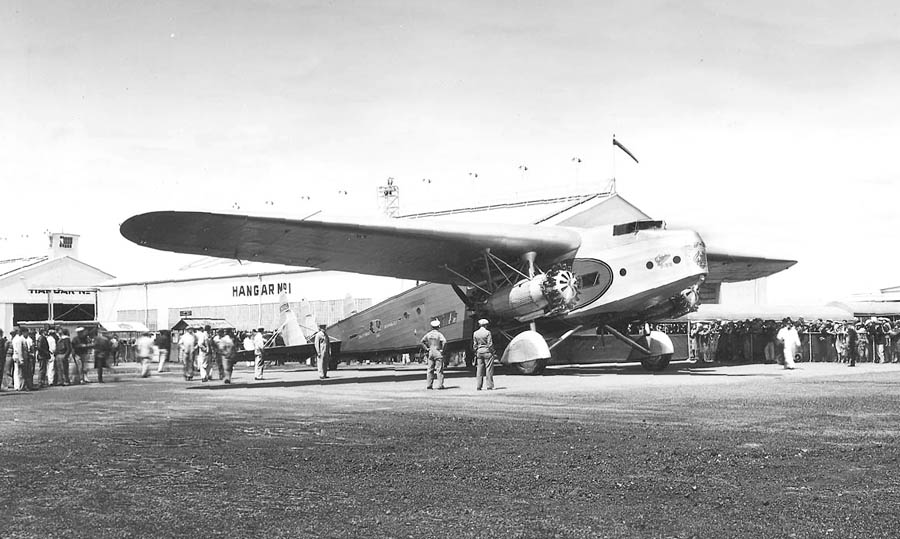
Die zwei von Western Air Express übernommenen Maschinen kamen als einzige Fokker F-32 ab Ende März 1930 im Liniendienst zum Einsatz.

Ende der 1920er-Jahre begann Fokker Aircraft Corporation mit der Entwicklung eines Verkehrsflugzeugs, dass eine deutlich höhere Sitzplatzkapazität als die Fokker F-10 aufweisen sollte. Das Unternehmen konnte die Fluggesellschaften Universal Air Lines und Western Air Express als Kunden gewinnen, die jeweils fünf Maschinen bestellten und je fünf weitere Kaufoptionen zeichneten. Auch die niederländische KLM zeigte Interesse an dem Entwurf, um die Flugzeuge auf der Langstrecke von Amsterdam nach Batavia einzusetzen, gab jedoch keine Bestellungen auf.
Die erste Maschine (Kennzeichen: NX124M) diente als Prototyp und wurde der Öffentlichkeit am 27. September 1929 in den Farben der Universal Air Lines auf dem Flughafen Teterboro vorgestellt. Der Prototyp besaß ein doppeltes Seitenleitwerk sowie ein Höhenleitwerk in Normalbauweise, das unverändert von den zuvor produzierten Fokker-Typen übernommen worden war. Am 27. November 1929 verunglückte das Flugzeug auf Long Island, als beim Start ein Triebwerksausfall simuliert wurde und ein zweiter Motor ausfiel. Die Maschine brannte komplett aus; die zwei Insassen überlebten den Zwischenfall.
Der Typ erhielt ab dem zweiten Exemplar (NC130M) ein dreifaches Seitenleitwerk und ein überarbeitetes Höhenleitwerk. Die zweite Maschine, die im Januar 1930 fertiggestellt wurde, verblieb im Besitz der Fokker Aircraft Corporation und wurde im Sommer 1930 dem United States Army Corps zur Erprobung übergeben. Für die Testserie, die auf dem Peterson Field in Colorado Springs stattfand, erhielt die Maschine die militärische Typenbezeichnung YC-20. Nach dem Ende der Erprobung ging das Flugzeug an den Hersteller zurück, ohne dass eine Bestellung von den US-Streitkräften erfolgte.
Western Air Express übernahm ihre erste Fokker F-32 (NC333N) im März 1930 und setzte sie zunächst im Linienverkehr zwischen Alhambra und Oakland ein. Anfang April 1930 wurde ein zweites Flugzeug (NC334N) an die Gesellschaft ausgeliefert. Wegen der hohen Betriebskosten und des Passagierrückgangs infolge der „Great Depression“ stornierte Western Air Express kurz darauf alle weiteren Bestellungen. Zeitgleich trat auch Universal Air Lines von allen Kaufverträgen zurück. Am 1. Oktober 1930 veräußerte Western Air Express ihre zwei Fokker F-32 an die Transcontinental and Western Air (T&WA), welche beide Flugzeuge am 15. Juni 1931 außer Dienst stellte.
Nachdem Western Air Express und Universal Air Lines ihre Aufträge im Frühjahr 1930 gekündigt hatten, ließ General Aviation Manufacturing Corporation drei weitere, noch in Bau befindliche Fokker F-32 fertigstellen. Zwei Maschinen (NC335N und NC336N) übernahm das Unternehmen selbst und lagerte sie nach kurzen Flugerprobungen ein, bis sie Ende 1931 demontiert wurden. Die letzte Fokker F-32 (NC342N) war als Privatflugzeug (Flying Yacht) für Anthony Fokker gedacht, der sie aber nicht abnahm. Das Flugzeug wurde nach West Virginia überführt und dort zerlegt. Den Rumpf nutzte man als Wohnwagen, bis er im Jahr 1937 beim Ohio-Hochwasser zerstört wurde.

## Konstruktion
Die Fokker F-32 war ein Schulterdecker mit starrem Fahrwerk und einem Ganzmetallrumpf aus Aluminium. Die Tragflächen und das Leitwerk besaßen eine Rahmenkonstruktion aus Holz. Die durchgängige Passagierkabine, die sich unterhalb des Cockpits befand, war durch verkleidete Querträger in mehrere Abschnitte unterteilt, in denen sich jeweils vier Sitzplätze und ein Klapptisch befanden. Das Flugzeug besaß zwei Gepäckabteile sowie – was zur damaligen Zeit neu war – zwei Toiletten an Bord. Die Kabinenwände waren mit Balsaholz isoliert, um den Lärm der Triebwerke zu minimieren.
Die vier Triebwerke waren beidseitig an den Tragflächen montiert und paarweise hintereinander angeordnet. Die beiden vorderen Motoren besaßen Zweiblatt-Zugpropeller während die hinteren mit Dreiblatt-Druckpropellern ausgestattet waren. Aufgrund der Tandemanordnung neigten die hinteren Triebwerke zur Überhitzung. Zudem konnten sie aufgrund der von den vorderen Propellern erzeugten Verwirbelungen nicht ihre volle Leistung entfalten, wodurch die Betriebskosten stiegen. Versuche, die Probleme durch den Einsatz leistungsfähigerer Motoren zu lösen, brachten nur geringen Erfolg.

## Technische Daten
| Kenngröße             | Daten |
| --------------------- | --- |
| Besatzung             | zwei Piloten sowie bis zu drei Flugbegleiter |
| Passagiere            | bis zu 32 Sitzplätze bzw. bis zu 16 Liegeplätze bei Nachtflügen |
| Länge                 | 21,29 m |
| Spannweite            | 30,18 m |
| Flügelfläche          | 125,42 m² |
| Höhe                  | 5,03 m |
| Antrieb               | ursprünglich vier Neunzylinder-Sternmotoren Pratt & Whitney R-1340 Wasp mit je 525 PS (312 kW), später vier Neunzylinder-Sternmotoren Pratt & Whitney R-1690 Hornet B mit je 575 PS (349 kW) |
| Höchstgeschwindigkeit | 225 km/h |
| Reisegeschwindigkeit  | 198 km/h |
| Dienstgipfelhöhe:     | 4.115 m |
| Leermasse             | 6.441 kg |
| Max. Startmasse       | 10.206 kg |
| Reichweite            | 1.191 km |